# Stine Bodholt Nielsen
Stine Bodholt Nielsen (* 8. November 1989 in Aabenraa, Dänemark) ist eine dänische Handballspielerin, die dem Kader der dänischen Nationalmannschaft angehört.

## Karriere
Stine Bodholt Nielsen spielte anfangs beim dänischen Verein Viborg HK. Im Jahre 2008 wechselte die Kreisspielerin gemeinsam mit ihrer Zwillingsschwester Sidsel zu Skive fH. Zur Saison 2014/15 schloss sie sich Team Esbjerg an. Mit Esbjerg gewann sie 2016 die dänische Meisterschaft. Im Sommer 2016 kehrte sie nach Viborg zurück. Ab der Saison 2019/20 stand sie beim französischen Erstligisten Nantes Atlantique Handball unter Vertrag. Ab dem Sommer 2020 befand sie sich in der Babypause. Im Sommer 2021 schloss sie sich dem dänischen Verein Horsens HK an. Im April 2023 wurde sie erneut schwanger. Nach der Saison 2023/24 endete ihr Vertrag mit Horsens HK, für den sie insgesamt 53 Spiele bestritt.
Stine Bodholt Nielsen gab 2014 ihr Debüt in der dänischen Nationalmannschaft. Bei der Weltmeisterschaft 2015 erzielte sie insgesamt neun Tore für Dänemark. Sie gehörte dem dänischen Aufgebot bei der Europameisterschaft 2016 an.